# Simirra

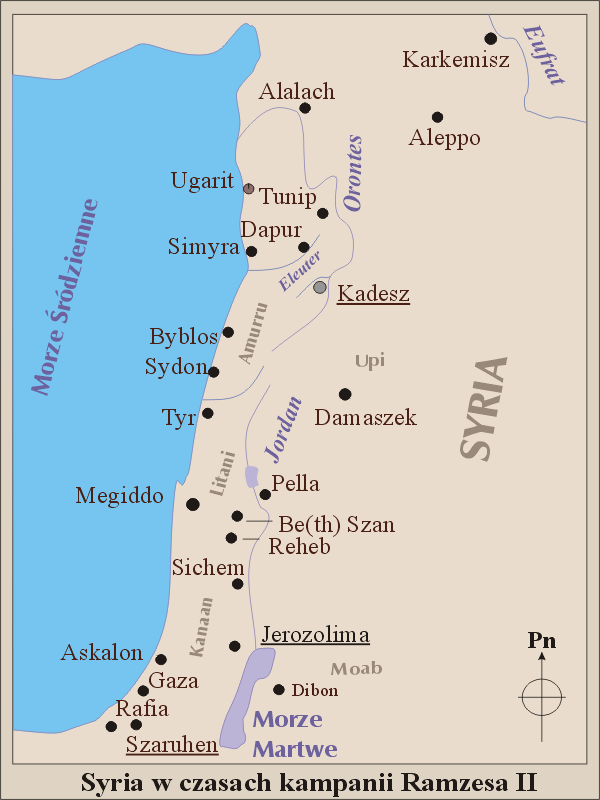
Syria w czasach wojen Ramzesa II. Mapa ukazuje położenie Simyry.

Simirra (Ṣimirra, czasem Simira, klasyczna Simyra) – w pierwszej połowie I tys. p.n.e. miasto w starożytnej Syrii, na wybrzeżu Morza Śródziemnego, należące do aramejskiego królestwa Hamat. Po podbiciu przez Asyrię stało się stolicą asyryjskiej prowincji noszącej tę samą nazwę.
Zgodnie z inskrypcjami asyryjskiego króla Tiglat-Pilesera III (744–727 p.n.e.) Simirra była jednym z miast królestwa Hamat zaanektowanych przez Asyrię w 738 roku p.n.e. Wkrótce też stała się miejscem, w którym król ten kazał osiedlić ludność deportowaną ze wschodu. Najprawdopodobniej już wówczas miasto to stało się stolicą nowej asyryjskiej prowincji, znanej jako prowincja Simirra. Nowo utworzona prowincja objęła zachodnią część podbitego królestwa Hamat graniczącą z Morzem Śródziemnym. W 721 roku p.n.e., po wstąpieniu na asyryjski tron Sargona II (722–705 p.n.e.), Simirra wraz z Arpadem, Damaszkiem i Samarią wypowiedziała posłuszeństwo Asyrii dołączając do rebelii Jau-bi’diego, ostatniego znanego króla Hamat. Rebelia stłumiona została przez Sargona II w następnym roku, a Jau-bi’di został pojmany i żywcem obdarty ze skóry. Po opanowaniu sytuacji Simirra ponownie stała się stolicą asyryjskiej prowincji. Potwierdza to tekst administracyjny z czasów panowania Sargona II, w którym mowa jest o prowincji Simirra. Kolejna informacja o tej prowincji pochodzi z czasów Sennacheryba (704–681 p.n.e.), kiedy to – zgodnie z asyryjską kroniką eponimów – urząd limmu sprawować miał w 688 roku p.n.e. Iddin-ahhe, gubernator Simirry. Znany jest też jeden dokument datowany imieniem Mannu-ki-ahhe, gubernatora Simirry. Nie wiadomo jednak, czy mamy tu do czynienia z Iddin-ahhe, którego imię zapisane zostało z błędem, czy też z innym gubernatorem Simirry, który pełnić mógł urząd limmu po 648 roku p.n.e.
Miasto Simirra identyfikowane jest przez wielu naukowców z miastem Sumur, znanym z korespondencji amarneńskiej (XIV wiek p.n.e.). Sumur identyfikowane jest ze stanowiskiem Tell Kazel leżącym u ujścia rzeki Nahr el-Kabir (klasyczna Eleutheros).